# Gotti (película de 2018)
 Gotti es una película estadounidense biográfica de crimen y drama dirigida por Kevin Connolly, y escrita por Lem Dobbs y Leo Rossi. La película cuenta la historia de la vida del mafioso de Nueva York, John Gotti y su hijo, y es protagonizada por John Travolta, Kelly Preston y Pruitt Taylor Vince.
La película ha estado en desarrollo por varios años, con numerosos actores y directores, incluyendo a Barry Levinson y Al Pacino, ligados al proyecto en varios puntos. La fotografía principal finalmente comenzó en julio de 2016 en Cincinnati, Ohio y concluyó en Brooklyn, Nueva York en febrero de 2017. 
La película originalmente sería estrenada en Estados Unidos el 15 de diciembre de 2017, pero, sólo dos semanas antes, Lionsgate, el distribuidor asociado, vendió los derechos de la película de vuelta a sus productores, atrasando su lanzamiento. El 12 de marzo de 2018, su nueva fecha de estreno fue anunciada, sería el 15 de junio de 2018 por Vertical Entertainment y MoviePass Ventures, luego de estrenarse en el Festival de Cannes 2018.

## Sinopsis
La vida del mafioso John Gotti desde sus inicios hasta convertirse en el jefe de la familia Gambino. Su carrera criminal estuvo salpicada de tragedias, juicios y periodos de encarcelamiento.

## Reparto
- John Travolta como John Gotti.
- Kelly Preston como Victoria Gotti.
- Stacy Keach como Neil Dellacroce.
- Spencer Lofranco como John Gotti Jr.
- Pruitt Taylor Vince como Angelo Ruggiero.
- William DeMeo como Sammy Gravano.
- Chris Mulkey como Frank DeCicco.
- Leo Rossi como Bartholomew Boriello.
- Chris Kerson como Wilfred Johnson.
- Victor Gojcaj como Padre Murphy.
- Sal Rendino como Vincent Gigante.
- Nico Bustamante como Frankie Gotti.

## Producción

### Desarrollo
En septiembre de 2010, Fiore Films anunció que había comprado los derechos de Gotti Jr. para producir una película sobre su vida. La película, tentativamente titulada Gotti: In the Shadow of My Father, sería dirigida por Barry Levinson, quien eventualmente dejó el proyecto. Nick Cassavetes y Joe Johnston también estuvieron ligados como directores en ciertos momentos, así como Al Pacino, Lindsay Lohan y Ben Foster tenían papeles variados. Joe Pesci fue contratado como Angelo Ruggiero en el desarrollo temprano e incluso ganó 30 libras para poder interpretarlo. Luego de que su salario fue recortado y de cambiar su personaje por el del subjefe de los Lucchese, Anthony Casso, demandó a Fiore Films por 3 millones de dólares; el caso se resolvió fuera de la corte.
Chazz Palminteri, quien interpretó a Paul Castellano en la película de TNT Boss of Bosses, fue seleccionado originalmente para interpretar al sucesor de Gotti.

### Reparto
El 8 de septiembre de 2015, se anunció que el proyecto estaba avanzando con Kevin Connolly como el director. Emmett/Furla/Oasis Films, Fiore Films y Herrick Entertainment financiarían la cibta, con Lionsgate Premiere distribuyendola domésticamente.
El 27 de julio de 2016, el reparto completo de la película fue anunciado. Incluye a Kelly Preston como la esposa de Gotti, Victoria; Stacy Keach como Aniello Dellacroce, el subjefe de la familia Gambino; Pruitt Taylor Vince como Angelo Ruggiero, amigo de Gotti; Spencer Lofranco como John Gotti Jr., el hijo de Gotti; William DeMeo como Sammy Gravano, la mano derecha de Gotti quien luego se vuelve un agente del FBI y ayuda a capturar a Gotti; Leo Rossi como Bartholomew "Bobby" Boriello, apoyo de Gotti's; Victor Gojcaj como el Padre Murphy, también incluye a Tyler Jon Olson y Megan Leonard.

### Rodaje
La fotografía principal comenzó en Cincinnati, Ohio, el 25 de julio de 2016, con locaciones incluyendo el Municipio de Springfield. Las locaciones se modificaron para recordar a Nueva York. La filmación también tomó lugar en Finneytown, e Indian Hill. También fueron rodadas escenas en la cárcel del Condado de Butler.
Originalmente la película sería filmada en Nueva York, debido a la ambientación de esta, pero fue cambiada a Cincinnati. Varias escenas fueron rodadas en Brooklyn el 21 de febrero de 2017, concluyendo el rodaje.

## Estreno
La película sería estrenada de manera limitada y en video on demand el 15 de diciembre de 2017, a través de Lionsgate Premiere. Los productores comenzaron a buscar un nuevo distribuidor para que la película recibiera un estreno en cines, con Lionsgate vendiendo los derechos de vuelta a los productores. El 12 de marzo de 2018, Connolly anunció que la película sería estrenada el 15 de junio de 2018. El 12 de abril de 2018, se anunció que Vertical Entertainment sería el nuevo distribuidor. El 25 de abril de 2018, se anunció que MoviePass Ventures, igual parte de los derechos y obtendría igualmente la ganancia de la película. La película tuvo su premier en el Festival de Cannes 2018 el 15 de mayo de 2018.